# St. Martin (Horgen)

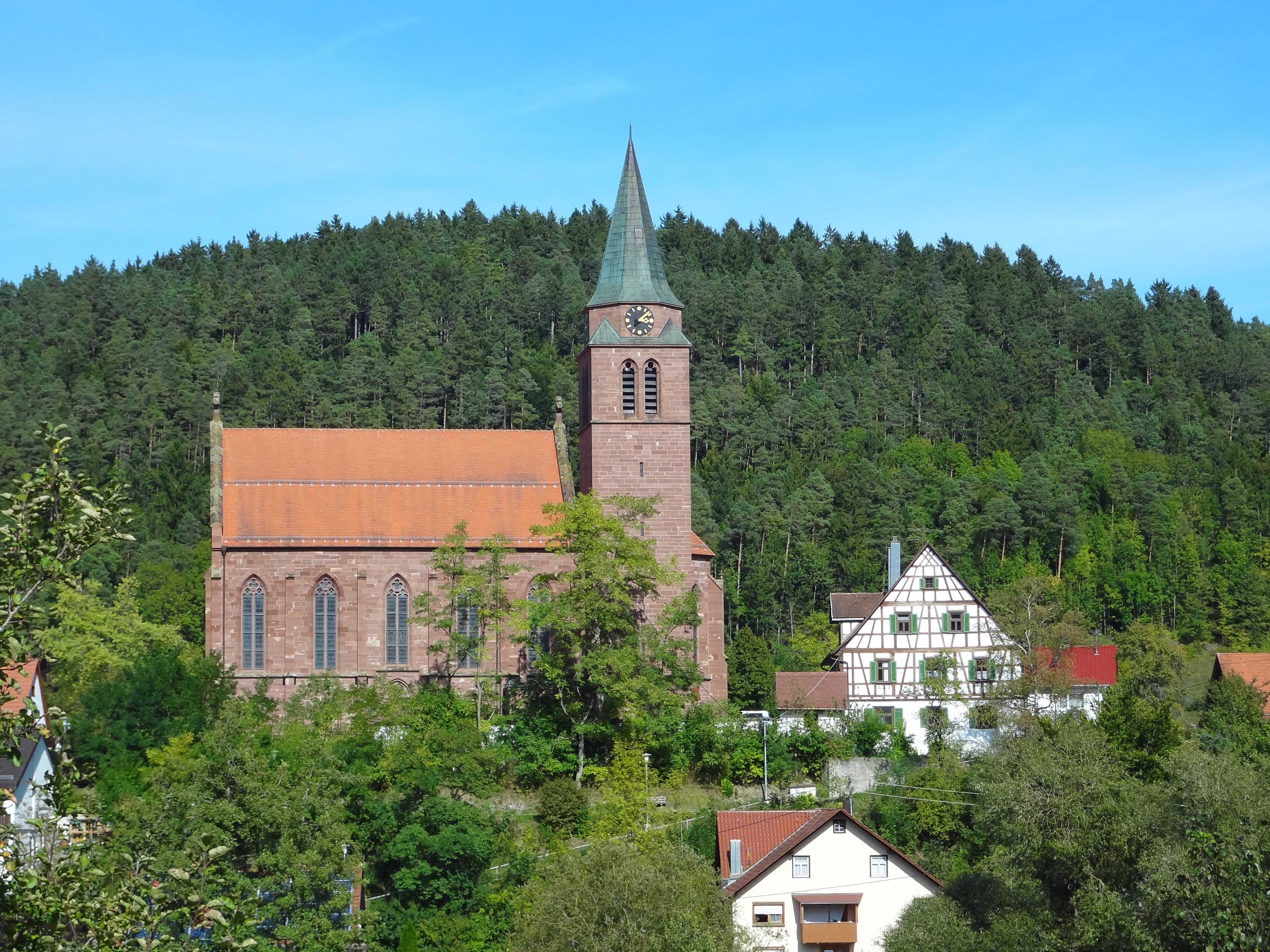

Die römisch-katholische Pfarrkirche St. Martin ist ein denkmalgeschütztes römisch-katholisches Kirchengebäude in Horgen, einem Ortsteil von Zimmern ob Rottweil im baden-württembergischen Landkreis Rottweil. Sie gehört zur katholischen Kirchengemeinde St. Martin Horgen in der Seelsorgeeinheit Zimmern ob Rottweil und damit zum Dekanat Rottweil der Diözese Rottenburg-Stuttgart. Sie ist dem Heiligen Martin von Tours geweiht.

## Geschichte und Architektur
An der Stelle der heutigen Kirche befand sich früher die Burg Weckenstein.
Die Kirche wurde zwischen 1869 und 1872 im neugotischen Stil aus rotem Sandstein erbaut, der Turm folgte im Jahr 1912. Die Ausmalung stammt von Wilhelm Ettle und wurde 1919 fertiggestellt.
Das Langhaus besitzt ein Satteldach und einen eingezogenen Rechteckchor. Die Fassade ist mit Pilastern und spitzbogigem Maßfensterwerk gegliedert. Der Glockenturm wird durch eine Spitzhelm abgeschlossen.